# Torrie Wilson
Victoria Anne „Torrie“ Wilson (* 24. Juli 1975 in Boise, Idaho) ist eine ehemalige US-amerikanische Profi-Wrestlerin. Sie war bis 2008 bei World Wrestling Entertainment (WWE) aktiv.

## Biografie

### Modeltätigkeit
Vor ihrer Wrestlingkarriere arbeitete Torrie Wilson als Model, in erster Linie für Bademoden. 1998 gewann sie den Modelwettbewerb „Miss Galaxy“. 2003 und 2004 war Torrie Wilson im Playboy zu sehen, 2004 zusammen mit Wrestlingkollegin Sable.

### Wrestlingdebüt und Zeit in der WCW
Im Februar 1999 debütierte Wilson unter dem Namen Samantha bei World Championship Wrestling. Sie verschwand allerdings nach kurzer Zeit schon wieder aus den Shows, bevor sie im Mai an der Seite von David Flair, ihrem damaligen Lebensgefährten, zurückkehrte. Daraufhin waren sie und David Flair in einer Storyline mit Davids Vater Ric Flair involviert. Sie verschwand abermals aus den Shows und kehrte dann an der Seite ihres damaligen Ehemanns Billy Kidman zurück. Anschließend managte sie noch Shane Douglas und schloss sich später der Gruppierung Filthy Animals, bestehend aus Eddie Guerrero, Konnan und Rey Mysterio an. Im Jahr 2000 wurde Wilson von der WCW entlassen.

### WWE

#### SmackDown
Im Jahr 2001 wechselte Torrie Wilson zur WWE. Im Zuge der damaligen realen Übernahme der WCW und ECW durch die WWE und die daraus resultierende Storyline einer Allianz der WCW- und ECW-Wrestler gegen die WWE wurde Wilson auf der Seite der Allianz eingesetzt.
Später trat sie vorwiegend in der Show SmackDown auf und hatte hier eine längere Fehde mit Dawn Marie. Aus dieser ging sie als Sieger hervor. Eine weitere längere Fehde folgte im Jahr 2003 gegen Sable.
Im Jahr 2004 fehdeten Torrie Wilson und Sable dann Seite an Seite gegen Stacy Keibler und Jackie Gayda. Diese Storyline basierte auf dem gemeinsamen Auftritt von Wilson und Sable im Playboy. Die Fehde endete bei Wrestlemania XX in einem „Playboy Evening Gown“-Match, bei dem sich Torrie und Sable durchsetzten.

#### RAW

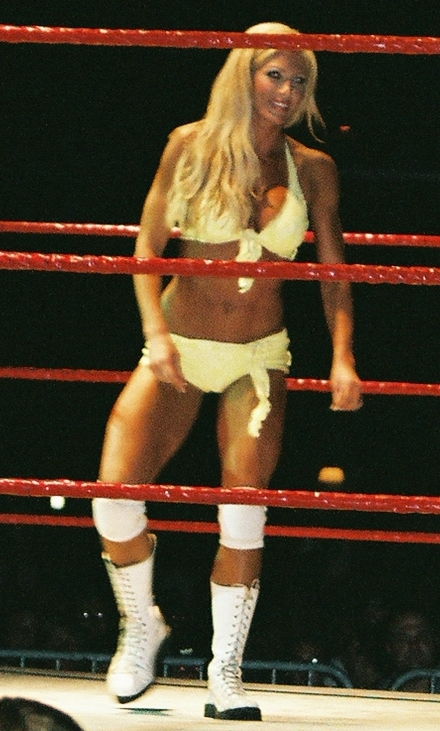
Torrie Wilson, 2006

Im Jahr 2005 wechselte Wilson zur zweiten wöchentlichen TV-Show der WWE, RAW, wo sie in Fehden mit Candice Michelle, Victoria, Ashley Massaro, Trish Stratus und Mickie James in verschiedenen Konstellationen involviert war. Bei Wrestlemania 22 im Jahr 2006 kam es zu einem „Playboy Pillow Fight“ mit Candice Michelle, die in diesem Jahr das Playboy-Model der WWE war.
Später stellte man Torrie Wilson im Rahmen einer Storyline-Beziehung an die Seite von Carlito.

### Karriereende
Im Herbst 2006 reichte sie die Scheidung von ihrem Ehemann Billy Kidman ein. Am 11. Juni 2007 wurde Wilson anlässlich eines Besetzungswechsels zurück zu SmackDown geschickt. Im April 2008 gab sie in einem Interview mit einem chinesischen Fernsehsender ihr Karriereende aufgrund intensiver Rückenprobleme und täglich fortlaufender Therapie bekannt. Am 8. Mai 2008 wurde ihr Vertrag bei der WWE auf eigenen Wunsch gekündigt.
Am 6. April 2019 wurde sie in die WWE Hall of Fame eingeführt.

## Bisherige Erfolge
- World Wrestling Entertainment

- Golden Thong Award Winner (2002)
- WWE Hall of Fame (Class 2019)

- Sonstige

- Miss Galaxy 1998

## Filmografie
- 1999: Baywatch – Die Rettungsschwimmer von Malibu (Baywatch, Fernsehserie, eine Folge)
- 1999–2000: Monday Nitro (Fernsehserie, sechs Folgen)
- 2000: WCW Uncensored (Fernsehfilm)
- 2000: WCW The Great American Bash (Fernsehfilm)
- 2000: WCW Thunder (Fernsehserie, sechs Folgen)
- 2001–2005: WWF Raw Is War (Fernsehserie, 12 Folgen)
- 2001–2007: WWF SmackDown! (Fernsehserie, zwei Folgen)